# Antonio Corbisiero
Antonio Giovanni Corbisiero (né le 17 novembre 1984 à Exmouth) est un footballeur anglais. Il joue pour le club de Aberystwyth Town  qui évolue en Welsh Premier League. Après avoir été professionnel à Swansea City, il a aujourd'hui un statut semi-professionnel et enseigne le sport à l'école Saint-Michael de Llanelli.

## Biographie
Formé à Swansea City, Antonio Corbisiero n'a connu que des clubs du pays de Galles. Il devient professionnel en mai 2005, à l'époque où Swansea est dirigé par Kenny Jackett. Il joue son premier match officiel le 30 août 2003 en entrant en cours de jeu lors de la rencontre Mansfield Town-Swansea City. Quelques jours après être devenu professionnel, il est laissé libre par Swansea et s'engage à Newport County.
Il rejoint Llanelli AFC le 26 octobre 2005, où il découvre notamment les compétitions européennes. Il fait ainsi ses débuts en Coupe UEFA le 13 juillet 2006 lors du match Gefle-Llanelli (victoire 1-2 des Gallois), mais joue aussi des matchs de Ligue des champions.

## Palmarès
Llanelli AFC
- Coupe du pays de Galles
  - Vainqueur : 2011

## Statistiques
| Saison      | Club         | Pays                 | Championnat        | Coupes nationales | Coupes européennes |
| ----------- | ------------ | -------------------- | ------------------ | ----------------- | ------------------ |
| 2010 - 2011 | Llanelli AFC | Welsh Premier League | 31 matchs          | 4 matchs          | 2 matchs (C3)      |
| 2011 - 2012 | Llanelli AFC | Welsh Premier League | 19 matchs / 2 buts | -                 | 2 matchs (C3)      |

Dernière mise à jour le 2 janvier 2012